# آكولايد
آكولايد (بالإنجليزية: Accolade)‏، هي شركة ألعاب فيديو أمريكية، أسست عام 1984م، وأعلنت إفلاسها عام 1999م، واشتهرت آكولايد لإنتاج ألعاب الفيديو لسلاسل تيست درايف أي اختبار القيادة.

## تاريخ
أسس آلان ميلر وبوب وايتهيد آكولايد في عام 1984 ؛ كلاهما كان يعمل سابقًا في أتاري. كانوا يعتقدون أن أتاري قللت من قيمة مبرمجيها، مما دفعهم إلى ترك الشركة وبدء أكتيفجن في أكتوبر 1979. أصبحت أكتيفجن أول مطور يعمل بشكل مستقل عن شركات وحدة التحكم وواحدة من الشركات القليلة التي نجت من انهيار ألعاب الفيديو عام 1983، على الرغم من أنها لا تزال تسجل 18 مليون دولار أمريكيًا خسارة في العام التالي. بعد تخفيض كبير لقيمة أسهمهم، ترك ميلر ووايتهيد أكتيفيجن ليشكلوا آكولايد.
تأسست آكولايد وشغلت في سان خوسيه بكاليفورنيا. ركز وايتهيد وميلر تطوير ألعابهما على أجهزة الكمبيوتر المنزلية مثل كومودور 64، واستكشاف سوق لم تقم آكولايد بإنشاء ألعاب له بعد. سمح ذلك لشركة آكولايد بالاستفادة من التكنولوجيا الجديدة للأقراص المرنة، والتي كانت أقل تكلفة في التصنيع من الخراطيش ولا تتطلب دفع رسوم ترخيص لشركات وحدة التحكم. لم يتمكن وايتهيد وميلر من جذب الاستثمار بعد فترة وجيزة من انهيار سوق الألعاب، مما دفعهما إلى التمويل الذاتي لمشروعهما الجديد. قام الاثنان بتعيين الرئيس التنفيذي توم فريزينا للتعامل مع الواجبات الإدارية، وبدأ كل منهما في العمل على ألقاب الإطلاق الخاصة بهما. كما استعانوا بـ Mimi Doggett، فنان بصري مخضرم من أتاري، للتنافس مع مطورين آخرين في التفاصيل الرسومية.
كان هدفهم من الحصول على عناوينهم الأولى هو التفكير فيما وراء وسط الألعاب واستلهام الأفكار من الأشكال الأخرى للترفيه الشعبي، بما في ذلك التلفزيون والأفلام. كان مشروع ميلر الأول هو قانون الغرب (1985)، وهو فيلم مستوحى من الغرب في وقت الظهيرة، حيث مزج بين المعارك النارية وعناصر لعبة المغامرة، وكان رائدًا في اختيار خيارات الحوار التي أصبحت شائعة فيما بعد في الألعاب. في الوقت نفسه، شهد وايتهيد نجاحًا سابقًا مع الألعاب الرياضية Home Run and Football (1979) على أتاري 2600، مما أدى إلى لعبة البيسبول HardBall! (1985) كأول ظهور له في جائزة Accolade. كانت اللعبة هي الأولى التي تحاكي وجهة نظر "خلف الرامي" التي تظهر على التلفزيون، وقدمت ميزات جديدة مثل بيانات اللاعب ووضع المدرب. أصبحت واحدة من أكثر ألعاب آكولايد مبيعًا على كومودور 64 واعتبرت واحدة من أكبر النجاحات التجارية في ذلك الوقت.

## النجاح في الرياضة والنشر (1985-1990)
هدفت آكولايد إلى تحقيق التوازن بين أدوارها كمطور وناشر. يتذكر ميلر، "لقد حاولنا الحصول على حوالي نصف الألقاب الأصلية من قبل مطوري الموظفين والنصف الآخر بواسطة مجموعات التطوير الخارجية". تقوم العديد من المجموعات الخارجية بنقل الألعاب إلى أجهزة أخرى حتى تتمكن آكولايد من تركيز موظفيها على إنشاء عناوين أصلية. واحدة من أولى ألعاب الطرف الثالث كانت SunDog: Frozen Legacy (1985) بواسطة FTL Games. قامت شركة آكولايد بتجنيد مايك لورينزن من أكتيفجن لإنشاء لعبة الخيال العلمي Psi 5 Trading Company (1985)،  مستوحاة من Star Trek. تضمنت النجاحات المبكرة الأخرى لعبة الملاكمة Fight Night (1985)،  التي طورها المطور الكندي Artech Digital Entertainment. ابتكر Artech أيضًا لعبة محاكاة الطيران القتالية The Dam Busters (1984)، مستوحاة من فيلم الحرب الكلاسيكي. قادهم ذلك إلى إنشاء جهاز محاكاة طيران قتالي آخر يسمى Ace of Aces (1986) بتكلفة تطوير 80،000 دولار أمريكي، والتي باعت 500،000 وحدة  وأصبحت واحدة من أكثر ألعاب آكولايد نجاحًا. دخلت آكولايد في شراكة مع شركات نشر أخرى مثل US Gold لتوزيع ألعابها في أوروبا، قبل أن تتحول لاحقًا إلى Electronic Arts (EA).
بين عامي 1985 و1986، نمت إيرادات آكولايد من 1.5 مليون دولار إلى 5 مليون دولار، بفضل ألقاب مثل Ace of Aces، لعبة جولف تسمى Mean 18 (1986) ولعبة قيادة تسمى Test Drive (1987). قامت شركة Distinctive Software، وهي مطور كندي آخر كان قد نقلت ألعاب آكولايد في السابق إلى أنظمة كمبيوتر أخرى، بإنشاء Test Drive. كانت اللعبة رائدة في مفهوم قيادة السيارات الغريبة في مواجهة خطر مطاردتها من قبل الشرطة وأدت إلى سلسلة أصبحت واحدة من أكثر سيارات آكولايد نجاحًا. في عام 1987، تركت Frisina منصب الرئيس التنفيذي لتأسيس شركة الألعاب الخاصة به، Three-Sixty Pacific. تولى ميلر منصب الرئيس التنفيذي لفترة وجيزة حتى تم تعيين ألان إبستين لقيادة الشركة في مايو 1988.
استمرت آكولايد في التمتع بسمعة طيبة كناشر ومطور للألعاب الرياضية. لعبة البيسبول الخاصة بهم Hardball! أصبحت واحدة من أكثر المسلسلات شعبية،  مع إدخالات لاحقة أنشأها مطورو خارجيون مثل كريس تايلور.  سمح ذلك لوقت Whitehead بتطوير ألقاب أصلية مثل لعبة كرة القدم الأمريكية 4th & Inches (1987)، بينما نشرت الشركة لعبة كرة السلة Steve Cartwright Fast Break (1989)، ولعبة Artech للتنس، Serve & Volley (1988). حققت العديد من هذه الألعاب الرياضية نجاحًا تجاريًا ونقديًا، حيث جاءت أكبر نجاحات آكولايد من لعبة الجولف. لعبة الجولف الأولى تعني 18، التي طورها ريكس برادفورد، أصبحت سلسلة جاك نيكلوس. كانت هذه الألعاب رائدة في نظام "النقرات الثلاثة" الذي شوهد في معظم ألعاب الجولف،  حيث يضغط اللاعب على ضغطات الأزرار للتحكم في تأرجحه الخلفي، وتأرجحه السفلي، والمتابعة. تفوقت شركة آكولايد على مبيعات ناشري ألعاب الجولف الآخرين بفضل ترخيص Jack Nicklaus. بحلول عام 1990، أصدرت آكولايد Test Drive III: The Passion (1990)،  حيث طورت اللعبة داخليًا كأول لعبة في السلسلة برسومات مضلعة ثلاثية الأبعاد.
في مطلع العقد، حاولت آكولايد تنويع الألعاب الرياضية الخارجية وأنواع الألعاب الأخرى. على أمل التنافس مع ناشري ألعاب المغامرات الرائدين LucasArts وSierra، أنشأت آكولايد محرك ألعاب المغامرات الخاص بها. ابتكر خريجو Infocom مايك بيرلين لعبة المغامرة Altered Destiny (1990)، بينما ابتكر كارترايت، أحد المخضرمين في أكتيفجن، سلسلة Les Manley. كما نشرت آكولايد سلسلة ألعاب Star Control، التي أنشأها Paul Reiche III وFred Ford. تم إصدار كلتا اللعبتين في عامي 1990 و1992 على التوالي، وحصلت كلتا المباراتين على جوائز،  وصنفها الصحفيون مرارًا وتكرارًا من بين أفضل الألعاب على الإطلاق. ومع ذلك، ظلت آكولايد تركز على ألعابها الرياضية الناجحة، ووضعت عن طريق الخطأ ملصقًا على علبة Star Control II ‏ واصفة إياها بأنها "أفضل لعبة رياضية" لعام 1992.

## وصلات خارجية
- Official website في أرشيف الإنترنت(أرشفت في  أبريل 29, 1999)
- Accolade at موبي جيمز